# Villino Pacini
Il Villino Pacini è un edificio situato in viale Petrocchi 155 a Pistoia.

## Storia
Il villino viene costruito su progetto dell'architetto Ferdinando Pacini, morto in giovane età, per il fratello Dante, dilettante di scultura e titolare di un'impresa edile, che viene impegnata appunto nei lavori di costruzione terminati nel 1909. La data di costruzione è riportata, insieme alle iniziali F.P. del progettista, nel fregio dipinto sotto la gronda.
Il progetto originale è costituito da un edificio plurifamiliare, di pianta rettangolare su tre livelli al quale, dopo la seconda guerra, viene aggiunto, all'angolo con via Desideri, un volume di pianta quadrata di minore altezza.

## Descrizione
L'edificio sorge lungo il viale Petrocchi, un'importante arteria stradale che costeggia il tratto occidentale delle mura urbane, all'angolo con via Padre Ippolito Desideri. Le crescenti necessità di espansione edilizia della città all'inizio del secolo trovano sbocco nella zona ovest, considerata la migliore per esposizione e altimetria. In particolare, l'area compresa tra Porta al Borgo e via Vergiolesi è caratterizzata dalla costruzione, negli anni Venti, di insediamenti residenziali destinati alla media e alta borghesia di cui il villino Pacini costituisce un raffinato precedente. La tipologia edilizia più diffusa è il villino, in genere plurifamiliare, circondato da uno spazio verde recintato e caratterizzato talvolta da una certa ricercatezza formale come nel caso dei villini Desy su via Desideri.
L'impianto planimetrico è abbastanza comune, caratterizzato da un corpo scala centrale che consente l'accesso alla coppia di appartamenti ricavati su ogni singolo piano. Anche dal punto di vista volumetrico la soluzione adottata risulta molto semplice: un unico blocco, di pianta rettangolare, si sviluppa perpendicolarmente al fronte stradale ed è affiancato a nord dal volume costruito successivamente all'angolo con via Desideri. I prospetti, a eccezione della facciata su viale Petrocchi, non presentano alcun elemento di interesse e sono segnati solo dal vuoto delle aperture.
Particolarmente ricercato invece il disegno del prospetto principale in cui si mescolano elementi decorativi liberty a motivi di gusto neocinquecentesco. Il piano terra è evidenziato da una decorazione a finto bugnato realizzata in cemento con un portale coperto da un balcone, ornato da piccoli pannelli a motivi floreali ripetuti ai lati del passo carraio, e sormontato da una decorazione a festoni di frutta dipinta. Le finestre del piano nobile sono invece caratterizzate da frontoni a volute sorretti da fantasiosi mascheroni. Alcune pitture dell'Arcangioli decorano il sottogronda; dello stesso artista sono i dipinti raffiguranti le quattro stagioni che impreziosivano originariamente l'ingresso. Particolare il disegno della balaustra in ferro battuto della scala, realizzata dall'officina Bruni su disegno dello stesso Pacini.

## Fortuna critica
L'originalità dell'apparato decorativo che orna la facciata e il corpo scala del villino, lontano dai ricorrenti motivi dell'epoca, ha richiamato l'attenzione degli studiosi del liberty in Toscana che, dopo una prima segnalazione , hanno fatto seguire altri studi .